# 闇の血族
『闇の血族〜THE PREDESTINED HOMICIDES〜#1』（やみのけつぞく）は、1990年にシステムサコムからノベルウェア第6弾としてX68000向けに発売されたアドベンチャー・コンピュータゲームである。
本稿では、1991年に発売された続編にしてノベルウェア第7弾『闇の血族〜THE PREDESTINED HOMICIDES〜#2 完結編』および移植版についても解説する。
いずれもシナリオに同期したアニメーションを特徴としており、PCエンジン移植版『闇の血族 遥かなる記憶』ではセルアニメ調に一新されたグラフィック共々、それが顕著となっている。

## あらすじ
闇の血族〜THE PREDESTINED HOMICIDES〜#1
1990年5月、モデルのマリーが血を抜き取られて死ぬという事件が発生し、その翌日には唯という女性も同様の死を遂げる。2人の共通の友人であるアパレルデザイナー伊澤魅由がマリーたちの死を調べる中、もう一つの殺人事件が起きる。
闇の血族〜THE PREDESTINED HOMICIDES〜#2 完結編
1990年6月、魅由は被害者たち3人が中南米系の血を引いていることと、殺された理由が邪神〈クマーハ〉への生贄にするためだったことを突き止めた親友の理沙とともに、メキシコを訪れる。

## 登場人物
声優は『遥かなる記憶』でのもの。
伊澤魅由
声：山崎和佳奈
本作の主人公。新宿にある「スタジオYo」に所属する新人アパレルデザイナー。一見すると普通の女性だが、人並み以上の勘といった不思議な力を持ち、名探偵の異名を持つ。
姫野里沙
声：白鳥由里
魅由の親友。『完結編』では魅由のメキシコ行きに同行する。
雪原リーン
声：井上喜久子
魅由の先輩。
河野瞬
声：塩沢兼人
喫茶店FELICSのマスター。謎めいた雰囲気を放つ美男子で、女子大生だけでなく、モデルたちまでもが瞬目当てで店に通う。
高峯マリー
声：冬馬由美
魅由の同僚で、連続殺人事件の最初の犠牲者。
山辺唯
声：緒方恵美
魅由の親友で、連続殺人事件の2番目の犠牲者。
矢萩葉
声：小林俊夫
守山拓朗
声：中尾みち雄
鷹野優也
声：風間信彦
リーンと親しかった男性。
スチュワーデス
声：笠原留美
クマーハ
声：若本規夫
中南米の邪神。

## 移植版
原典であるX68000版の発売後、1991年2月にはシステムサコムによるFM-TOWNS移植版『闇の血族Special』が、1993年12月17日にはナグザットによるPCエンジン移植版『闇の血族 遥かなる記憶』が、それぞれ発売されている。いずれも『#1』と『完結編』を1つにまとめた内容となっているが、『Special』が『#1』と『完結編』のBGMをCD-DA化しただけの移植にとどまったのに対し、『遥かなる記憶』は『#1』と『完結編』のシナリオを一本化したうえ、グラフィックをいのまたむつみによる新規キャラクターデザインで桂憲一郎によるセルアニメ調に差し替えているほか、声優による音声を収録している。
なお、X68000版は後年にプロジェクトEGGによる配信も行なわれており、2004年8月24日には『#1』が、同年10月27日には『完結編』がそれぞれ配信されている。

## 評価
『遥かなる記憶』は、ゲーム雑誌『週刊ファミ通』262号のクロスレビューで40点満点中20点がつけられた。